# 普照 (清朝宗室)
普照（穆麟德轉寫：pu joo；1691年—1724年），鑲紅旗滿洲人，愛新覺羅氏，清朝宗室，年羹堯繼妻的叔父。

## 生平
康熙三十七年襲奉恩輔國公。康熙五十二年因事革退，弟經照襲奉恩輔國公。雍正元年以功復輔國公，署領侍衛內大臣、鑲藍旗護軍統領、右翼前鋒統領、西安將軍，任宗人府右宗人、奉恩輔國公。雍正二年任鑲藍旗滿洲都統。

## 家族
- 高祖父努爾哈赤。
- 曾祖阿濟格。
- 祖父傅勒赫。
- 父綽克託，伯構孳。
- 兄素嚴（次女為年羹堯繼妻）、經照、興綬、隆德，弟瑚圖禮（敦誠祖父）。
- 嫡妻郭絡羅氏（父輕車都尉傅爾布）。
- 子恒新（又亨新）。
- 子恒仁，初袭辅国公，后失爵，闭户读书，闲居以终身，年仅三十五岁[2]，著有《月山詩集》（又名《月山草堂诗》四卷，载《钦定八旗通志：艺文志》卷120）。
  - 孫儿宜孫（1740-1777，字貽謀，號東軒），乾隆三十四年授宗學副管。
  - 孙儿宜興（1747-1809），都察院左都御史、步軍統領，著有《清文補彙》 、《庸言知止》。妻韓佳氏（父正紅旗滿洲、騎都尉、參領明圖，祖父頭等護衛韓成；胞姊韓佳氏，嫁镶蓝旗奉國將軍永恬，其兄辅国将军、诗人永忠）。
- 子恆冉，襲爵。
- 門下包衣護衛色恒額（塞亨額），孫佳氏，為乾隆朝重臣託恩多之父，道光咸豐兩朝提督桂明、提督桂齡之曾祖父。